# Dan Andersson
Daniel Andersson, detto Dan (Ludvika, 6 aprile 1888 – Stoccolma, 16 settembre 1920), è stato uno scrittore e poeta svedese. Inoltre adattò alcune delle sue poesie in musica. Andersson sposò l'insegnante di scuola elementare Olga Turesson, sorella dell'artista Gunnar Turesson, nel 1918. A volte utilizzava come pseudonimo Black Jim. Andersson è annoverato tra gli autori proletari svedesi, benché le sue opere non si limitino a questo genere.

## Opere
- Modern Swedish Poetry Pt. 1 1929[1]
- Modern Swedish Short Stories 1934[2]
- Charcoal Burner's Ballad and Other Poems 1943[3]
- Scandinavian Songs and Ballads 1950[4]
- The Last Night in Paindalen 1958[5]
- Swedish Songs LP 1974[6]
- Swedes On Love CD 1991[7]
- Dan Andersson in English 1994[8]
- Poems of Dan Andersson 2003[9]